# INFORMS Impact Prize
Der INFORMS Impact Prize ist eine vom Institute for Operations Research and the Management Sciences (INFORMS) zweijährlich vergebene wissenschaftliche Auszeichnung. Der mit einem Preisgeld von 1.000 US-Dollar und einer Medaille verbundene Preis würdigt Personen, die bedeutende Beiträge zur Operations Research geleistet haben. Dabei handelt es sich vordergründig nicht um einen Forschungspreis, vielmehr soll gemäß den Statuten der Einfluss einer Idee oder Methode, aber auch die Persönlichkeit im Mittelpunkt stehen. Erstmals wurde der Preis 2004 verliehen.

## Bisherige Preisträger
- 2004: Paul E. Green, Janet Lowe und Robert E. Bixby für die Grundlagen und Verbreitung von CPLEX[1]
- 2006: Abraham Charnes und William W. Cooper für ihre Arbeit an der Dateneinhüllanalyse[2]
- 2008: Thomas Saaty für seine Arbeit bezüglich des analytischen Hierarchieprozesses[3]
- 2010: Fred W. Glover für die Grundlagen und Verbreitung von Metaheuristiken, und Daniel Fylstra, Leon S. Lasdon, Edwin Straver, Allan Waren und John Watson für ihre Arbeit an der Solver-Plattform und dessen Beitrag an Tabellenkalkulationsprogrammen[4]
- 2012: Johannes J. Bisschop, Kevin Cunningham, Robert Fourer, David M. Gay, Brian W. Kernighan, Bjarni Kristjansson, Alexander Meeraus, Linus Schrage für ihre Arbeiten an algebraischen Modellierungssprachen[5]
- 2014: Brenda Dietrich, J. P. Fasano, Lou Hafer, John J. Forrest, Brady Hunsaker, Laszlo Ladanyi, Robin Lougee, Ted Ralphs, Matthew Saltzman[6]
- 2016: Kalyan Talluri, Guillermo Gallego, Garrett van Ryzin, Robert Phillips, Peter Belobaba, Andy Boyd, Tom Cook, Barry Smith[7]
- 2018: Laura Albert, Kenneth C. Fletcher, Sheldon H. Jacobson, Adrian J. Lee, Alexander Nikolaev
- 2020: David Simchi-Levi[8]
- 2022: Yu Ding, Jianhua Huang, Hoon Hwangbo, Giwhyun Lee, Abhinav Prakash, Rui Tuo[9]
- 2024: John W. Chinneck[10]